# Mimela specularis
Mimela specularis är en skalbaggsart som beskrevs av Friedrich Ohaus 1902. 
Mimela specularis ingår i släktet Mimela och familjen Rutelidae. Inga underarter finns listade i Catalogue of Life.